# Vladimir Ivanovič Ščerbakov
Vladimir Ivanovič Ščerbakov (in russo Владимир Иванович Щербаков?; Uryvki, 27 luglio 1901 – Leningrado, 4 novembre 1981) è stato un generale e politico sovietico.

## Biografia
Nato in un villaggio del Governatorato di Orël (oggi nell'Izmalkovskij rajon nell'Oblast' di Lipetsk), nel 1919 entrò nell'Armata Rossa frequentando il corso ufficiali del fronte sud-occidentale a Serpuchov e, come parte del corso, partecipò ai combattimenti contro le forze del generale Denikin nella zona di Kalač nel periodo maggio-giugno del 1919 e successivamente contro il raid della cavalleria cosacca del generale "bianco" Konstantin K. Mamontov nella regione di Elec. Nel luglio 1920 prese parte alla guerra sovietico-polacca combattendo contro i polacchi e le forze ucraine di Simon Petljura col fronte sud-occidentale del generale Egorov arrivando al grado di comandante di compagnia.
Nel 1939-1940, come comandante della 104ª divisione di fanteria da montagna della 14ª armata, prese parte alla guerra d'inverno, nel settore settentrionale del fronte, guidando l'unità nell'occupazione della penisola di Rybačij, della città di Petsamo, del porto di Liinahamari e della località di Luostari giungendo fino alla frontiera con la Norvegia. Per l'abilità dimostrata nella condotta della 104ª divisione, Ščerbakov fu insignito dell'Ordine della Bandiera rossa.
Nel gennaio 1941 fu nominato comandante del 50º Corpo di fanteria della 23ª armata del fronte settentrionale sull'istmo di Carelia. All'inizio dell'invasione tedesca passò al comando della 42ª armata, allora ancora in via di formazione, con la quale in agosto fu impegnato nella difesa della baia di Koporskaja, sul fronte di Leningrado, dove venne ferito in combattimento. Fra il 1º e il 24 settembre 1941 comandò l'8ª armata in difesa della testa di ponte di Oranienbaum durante le battaglie per bloccare l'avanzata tedesca verso Leningrado. Il 24 settembre fu rimosso dall'incarico, su ordine del generale Georgij Žukov e di Andrej Ždanov, perché giudicato "inadatto al ruolo" e passato al comando dell'11ª divisione di fanteria nella stessa 8ª armata.

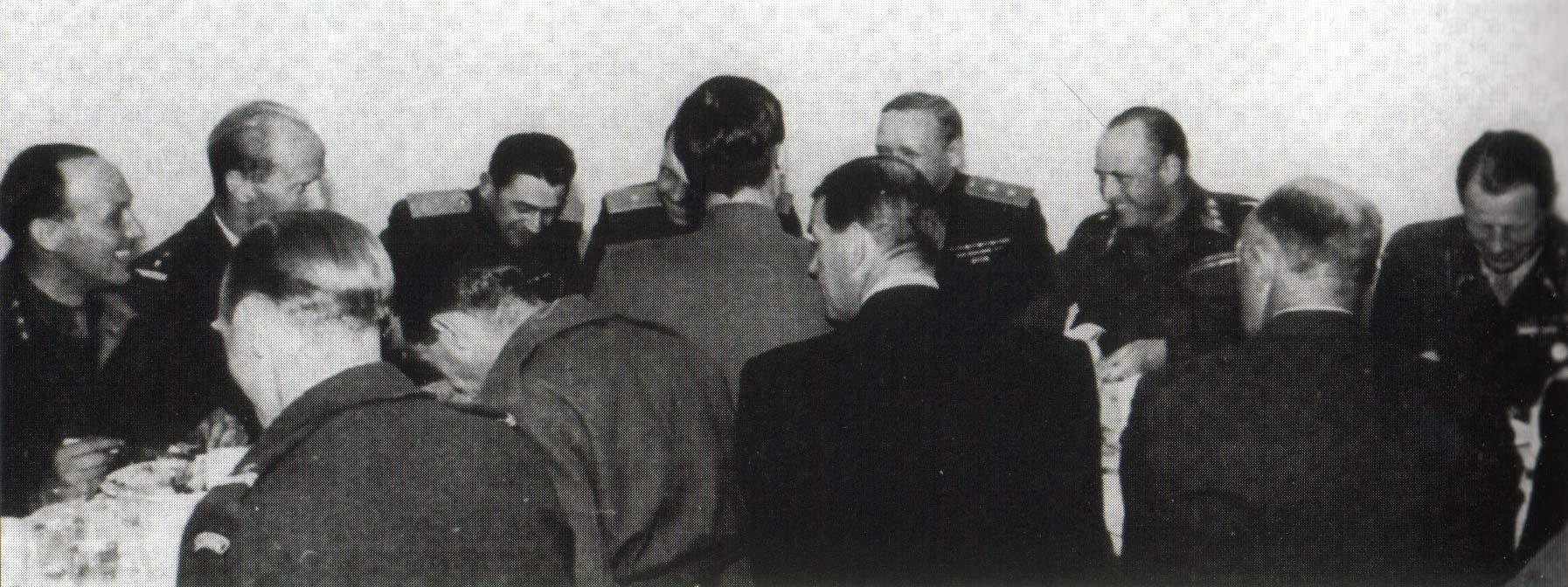
Vladimir Ščerbakov, allora comandante delle forze sovietiche in Norvegia, terzo da destra in seconda fila, ad una cena ufficiale a Kirkenes in Norvegia nel luglio 1945. Alla sua sinistra il principe Olav di Norvegia.

Come comandante dell'11ª divisione, Ščerbakov combatté con valore, perciò nel febbraio del 1942 fu insignito di nuovo dell'Ordine della Bandiera Rossa e il 6 marzo dello stesso anno fu promosso al comando della 14ª armata (comando che tenne fino alla fine della guerra) che, impegnata all'estremo nord della Russia nella difesa della regione fra Murmansk, Kandalakša e Uhtua contro forze tedesche e finlandesi numericamente superiori, riuscì a impedire ai nazisti di catturare Murmansk e la ferrovia che collegava la città al resto della Russia. Per il valore dimostrato come comandante della 14ª armata, nel 1943 fu promosso al grado di generale di corpo d'armata. Nell'autunno del 1944 guidò la 14ª armata durante la vittoriosa Offensiva di Petsamo-Kirkenes, ricacciando le truppe tedesche dal territorio sovietico, catturando la città portuale finlandese di Petsamo e liberando l'estremo settentrione della Norvegia con la cittadina di Kirkenes.
Dopo la fine della guerra fu nominato dapprima comandante del Distretto Militare del Baltico e poi di quello di Arcangelo; nel 1949 passò al comando del Distretto Militare di Gor'kij e nel 1953 di quello di Voronež. Nel 1957 si ritirò dal servizio e fu eletto deputato alla III convocazione del Soviet Supremo dell'URSS. Morì a Leningrado il 4 novembre 1981.